# Napa (zespół muzyczny)
Napa – portugalski zespół muzyczny założony w 2013 roku tworzący muzykę z gatunku indie popu i indie rocka. W skład formacji wchodzą: Diogo Góis, Francisco Sousa, João Guilherme Gomes, João Lourenço Gomes, i João Rodrigues. Reprezentanci Portugalii w 69. Konkursie Piosenki Eurowizji (2025).

## Historia
Zespół powstał w 2013 roku na Maderze wówczas pod nazwą Men On The Couch. W 2019 wydali swój debiutancki album studyjny Senso comum. W 2023 wydali drugi albumy studyjny Logo se vê zmieniając tym samym nazwę zespołu na Napa.
5 listopada 2024 z utworem „Deslocado” zostali ogłoszeni uczestnikami portugalskich preselekcji  Festival da Canção 2025, wyłaniających reprezentanta Portugalii na 69. Konkurs Piosenki Eurowizji. 9 marca 2025 wygrali finał eliminacji uzyskując tym samym prawo do reprezentowania Portugalii w Konkursie Piosenki Eurowizji 2025 w Bazylei. 13 maja wystąpili jako siódmi w pierwszym półfinale i awansowali do finału

## Dyskografia

### Albumy
| Rok  | Dane dot. albumu | Najwyższa pozycja na liście |
| Rok  | Dane dot. albumu | POR                         |
| ---- | --- | --------------------------- |
| 2019 | Senso comum - Wydany: 11 października 2019 - Wytwórnia: Universal Music Portugal - Format: LP, digital download, streaming | 49                          |
| 2023 | Logo se vê - Wydany: 26 maja 2023 - Wytwórnia: Universal Music Portugal - Formaty: LP, digital download, streaming         | 165                         |

### Single
| Rok                                                      | Tytuł                         | Najwyższe pozycje na listach | Najwyższe pozycje na listach | Najwyższe pozycje na listach | Najwyższe pozycje na listach | Najwyższe pozycje na listach | Najwyższe pozycje na listach | Najwyższe pozycje na listach | Certyfikat                | Album       |
| Rok                                                      | Tytuł                         | POR                          | GRE Int.                     | NLD                          | LTU                          | LUX                          | SWI                          | SWE                          | Certyfikat                | Album       |
| -------------------------------------------------------- | ----------------------------- | ---------------------------- | ---------------------------- | ---------------------------- | ---------------------------- | ---------------------------- | ---------------------------- | ---------------------------- | ------------------------- | ----------- |
| 2019                                                     | „Se eu morresse amanhã”       | –                            | –                            | –                            | –                            | –                            | –                            | –                            |                           | Senso comum |
| 2023                                                     | „Assim, sem fim” (oraz Silly) | –                            | –                            | –                            | –                            | –                            | –                            | –                            |                           | Logo se vê  |
| 2023                                                     | „Luz do túnel”                | –                            | –                            | –                            | –                            | –                            | –                            | –                            |                           | Logo se vê  |
| 2025                                                     | „Deslocado”                   | 1                            | 66                           | –                            | 8                            | 19                           | 59                           | –                            | - POR: 3x platynowa płyta | –           |
| 2025                                                     | „Infinito” (oraz Van Zee)     | 40                           | –                            | –                            | –                            | –                            | –                            | –                            |                           | –           |
| „–” oznacza, że singel nie był notowany na danej liście. |                               |                              |                              |                              |                              |                              |                              |                              |                           |             |